# Sønderby Sogn
Sønderby Sogn er et sogn i Assens Provsti (Fyens Stift).
I 1800-tallet var Sønderby Sogn et selvstændigt pastorat. Det hørte til Båg Herred i Odense Amt. Sønderby blev en selvstændig sognekommune. Den blev ved kommunalreformen i 1970 indlemmet i Assens Kommune.
I Sønderby Sogn ligger Sønderby Kirke.
I sognet findes følgende autoriserede stednavne:
- Ebberup (bebyggelse, ejerlav)
- Hagenskov (ejerlav, landbrugsejendom)
- Spinderhuse (bebyggelse)
- Sønderby (bebyggelse, ejerlav)
- Sønderby Bjerge (bebyggelse)
- Sønderby Klint (areal)
- Sønderby Mosemark (bebyggelse)
- Teglskov (areal)
- Å (bebyggelse)